# Критерии на Макдоналд
Критериите на Макдоналд са диагностични критерии за множествена склероза (МС). През април 2001 г. международна група експерти в колаборация с Националното дружество по МС на САЩ въвеждат новите усъвършенствани критерии. Те изваждат от употреба старите термини като „клинично определена МС“ и „вероятна МС“, и предлагат следните възможни диагнози „МС“, „възможна МС“, „липса на МС.“
Новите критерии почиват на използването на съвременната магнитно-резонансна томография (ЯМР) и са предназначени да заменят остарелите критерии на Позер и още по-старите критерии на Шумахер. Новите критерии улесняват поставянето на диагноза при пациенти проявяващи признаци и симптоми, насочващи към евентуална МС.
Критериите на Магдоналд са преработени през 2005 г. за да се изясни точния смисъл на „атака“, „разпространение“, „позитивна ЯМР“ и други.
При оригиналната статия за критериите на Макдоналд дефиницията за МС се осланя на наличието на лезии като казва: „единствената доказана диагноза МС може да се направи чрез аутопсия или в някои случаи, ако лезии характерни за МС бъдат установени чрез специални хистопатологични техники“. Въпреки това, не дефинира значението на „Лезии характерни за МС“.
Към момента критериите на Макдоналд се смятат за златния стандарт при диагностицирането на МС.

## Критерии
| Клинично проявление                                                       | Допълнителни условия |
| ------------------------------------------------------------------------- | --- |
| * 2 или повече атаки (рецидива) * 2 или повече действителни плаки (лезии) | Няма; клиничните доказателства са достатъчни (допълнителни доказателства са желани, но трябва да са съвместими с диагноза МС) |
| * 2 или повече атаки (рецидива) * 1 действителна плака (лезия)            | Разпространение по място, установено чрез: * ЯМР * или серопозитивен ликвор и 2 или повече ЯМР лезии характерни за МС * или по-нататъшни клинични атаки на друго място                                                                                              |
| * 1 атака * или повече действителни плаки (лезии)                         | Разпространение по време, установено чрез: * ЯМР * или втора клинична атака |
| * 1 атака * 1 действителна плака (лезия) (едно симпромно проявление)      | Разпространение по място, установено чрез: * ЯМР * или серопозитивен ликвор и 2 или повече ЯМР лезии характерни за МС и Разпространение по време, установено чрез: * ЯМР * или втора клинична атака                                                                 |
| Скрит неврологичен прогрес предполагаема МС (първично прогресивна МС)     | Година от развитието на болестта (определено в перспектива или ретроспективно) и две от следните: a. ЯМР на главния мозък(девет T2 лезии или четири и повече T2* лезии позитивни за VEP) b. ЯМР на гръбначния мозък (две фокални T2* лезии) c. Серопозитивен ликвор |

* – магнитно-резонансна томография

## Критика
Установено е, че критериите на Макдоналд имат малка чувствителност по отношение на лезиите при азиатската популация. They present instead a good behaviour (respect CIS to CDMS conversion) when evaluated in non-selected populations.